# Брим, Ови
О́ви Брим (фар. Ovi Brim, урожд. О́ви Ма́гнуссен (фар. Ovi Magnussen); род. 12 августа 1986 года в Тофтире, Фарерские острова) — фарерский футболист, защитник второй команды клуба «Б68».

## Клубная карьера
Ови начинал свою карьеру в тофтирском «Б68». За вторую команду клуба он дебютировал 25 августа 2002 года в матче второго дивизиона против дублирующего состава «Б71». Это была единственная игра защитника в первом сезоне на взрослом уровне. В следующем году Ови стал основным защитником резерва тофтирцев и провёл 15 игр в первом дивизионе. Тогда же он дебютировал за первую команду: 12 апреля защитник заменил Кристиана Поульсена на 71-й минуте матча Кубка Фарерских островов против «ТБ». Свою первую игру за клуб в чемпионате Фарерских островов Ови сыграл 29 мая 2004 года, целиком отыграв встречу со столичным «ХБ». В том же году защитник дебютировал в еврокубках: 15 июля он провёл на поле 11 минут в первом матче Кубка УЕФА против латвийского «Вентспилса», заменив Йоухана Поульсена. 2 недели спустя Ови принял участие в ответной встрече, выйдя на замену вместо Кристиана Андреассена на 49-й минуте. В чемпионате того сезона Ови суммарно провёл 3 игры.
Сезон-2005 «Б68» провёл в первом дивизионе. Ови стал одним из лидеров клуба и помог ему оформить быстрое возвращение в премьер-лигу, забив 7 голов в 14 матчах. Он был одним из ключевых игроков и в следующем сезоне, отыграв 26 встреч в высшем дивизионе, однако по его итогам «Б68» вновь опустился в первую лигу. Ови провёл 21 игру в сезоне-2007, внеся свой вклад в очередное скорое возвращение команды в класс сильнейших. В 2008 году он потерял место в основном составе тофтирцев, сыграв всего в 5 матчах премьер-лиги. 3 следующих сезона Ови выступал за дублирующий состав «Б68» в первом дивизионе.
В 2011 году состоялся его переход в датский «ИФ». Там защитник провёл 1 сезон, а затем вернулся в свой родной клуб, отыграв 7 матчей остатка сезона-2012 за «Б68 II». Следующий сезон Ови полностью пропустил из-за травмы, полученой во время предсезонной подготовки. Он вернулся на поле в 2014 году, приняв участие в 24 встречах премьер-лиги в составе «Б68». Ови регулярно выступал за первую команду тофтирцев до сезона-2016. Затем он снова был переведён в дублирующий состав клуба, став его капитаном.

## Карьера в сборной
В 2002 году Ови провёл 6 встреч за юношескую сборную Фарерских островов до 17 лет. 12 октября 2004 года он сыграл за юношескую сборную Фарерских островов до 19 лет в матче против сверстников из Уэльса, отметившись забитым голом.

## Достижения
«Б68»
- Победитель первого дивизиона (2): 2005, 2007

## Личная жизнь
Отец Ови, Олаф Магнуссен, был футбольным вратарём: он выступал за «Б68» в 1981—1997 годах и трижды становился чемпионом Фарерских островов в составе этого клуба. Младший брат Петур Магнуссен, пошёл по стопам отца и стал вратарём, в настоящее время он выступает за «Хойвуйк».